# Stanisław Krukowski
Stanisław Krukowski (ur. 6 października 1942 w Skierniewicach, zm. 10 listopada 1996) – polski prawnik i urzędnik państwowy, doktor nauk prawnych, działacz NSZZ „Solidarność”, w 1992 podsekretarz stanu w Urzędzie Rady Ministrów.

## Życiorys
W 1965 ukończył studia prawnicze na Wydział Prawa i Administracji Uniwersytetu Warszawskiego, w 1974 obronił doktorat. W 1967 zdał także egzamin sędziowski po odbyciu aplikacji w Sądzie Wojewódzkim w Warszawie. Od 1966 do 1992 pozostawał adiunktem w Instytucie Historii Prawa na WPiA UW, został również wykładowcą Wydziału Prawa Kanonicznego Akademii Teologii Katolickiej. Specjalizował się w historii prawa i prawie konstytucyjnym, zwłaszcza okresu międzywojennego. Opublikował książkę Geneza konstytucji z 17 marca 1921 r. oraz artykuły na tematy ustrojowe.
Od września 1980 należał do NSZZ „Solidarność”, był współzałożycielem jego struktur na UW. Został członkiem zarządu Regionu „Mazowsze” i delegatem na I Krajowy Zjazd Delegatów „Solidarności”. Podjął współpracę z ugrupowaniami centroprawicowymi. Od 16 marca do 17 lipca 1992 był podsekretarzem stanu w Urzędzie Rady Ministrów. Był współautorem projektu Konstytucji RP, stworzonego przez „Solidarność”. W wyborach parlamentarnych w 1993 bez powodzenia ubiegał się o mandat poselski w okręgu warszawskim z listy Koalicji dla Rzeczypospolitej. 
Był żonaty, miał trzy córki. Zmarł po krótkiej chorobie 10 listopada 1996.
W 2007 pośmiertnie odznaczony Krzyżem Oficerskim Orderu Odrodzenia Polski.